# Hermann Isbutzki
Hermann Isbutzki (* 19. Mai 1914 in Antwerpen, Belgien; † 6. Juli 1944 in Berlin-Plötzensee) war ein belgischer Kommunist polnisch-jüdischer Abstammung und
sowjetischer Kundschafter, der zum Netz der Roten Kapelle zählte. Seine Pseudonyme waren: Bob, Lünett und Otschkarik (Brillenträger).

## Leben
Izbutzki gehörte in den 1930er Jahren der kommunistischen Jugend an und war Mitglied der Kommunistischen Partei Belgiens. 1939 wurde er von Leopold Trepper für den GRU angeworben und von Johann Wenzel als Funker ausgebildet. Durch Izbutzkis Hilfe konnten vier Personen angeworben werden, die illegale Quartiere zur Verfügung stellten.
Ab 1940 arbeitete er mit Gurjewitsch und ab 1942 mit Konstantin Lukitsch Jefremow. Am 13. August 1942 wurde Izbutzki bei einem von Jefremow organisierten Treffen verhaftet, in das Fort Breendonk eingeliefert und gefoltert. 1943 zum Tod verurteilt, soll er bis zu seiner Ermordung am 6. Juli 1944 in Berlin-Plötzensee für das von Trepper initiierte Funkspiel eingesetzt worden sein.